# Leandro Trossard
Leandro Trossard (Maasmechelen, 1994. december 4. –) belga válogatott labdarúgó, az Arsenal játékosa.

## Pályafutása

### Klubcsapatokban
A Lanklaarse VV, a Real Neeroeteren, a Patro Eisden Maasmechelen, a Bocholter VV és a KRC Genk ifjúsági csapataiban nevelkedett. 2012. május 13-án mutatkozott be a Genk első csapatában a bajnoki rájátszásban a KAA Gent ellen Stef Peeters cseréjeként. 2013-ban előbb a Lommel United, utóbb a KVC Westerlo együttesénél volt kölcsönben. 2014 júliusában visszatért a Lommel United csapatához ismét kölcsönben. A következő szezont az OH Leuven klubjánál töltötte. 2016. szeptember 25-én már a KRC Genk csapatának színeiben szerezte meg a klubban az első bajnoki gólját a KV Kortrijk ellen. 2019. június 26-án az angol Brighton & Hove Albion négy éves szerződést kötött vele. Augusztus 17-én góllal mutatkozott be a bajnokságban a West Ham United elleni 1–1-re végződő mérkőzésen.
2023. január 20-án az Arsenal bejelentette, hogy hosszú távú szerződést írtak alá.

### A válogatottban
Többszörös korosztályos válogatott. 2018 szeptemberében kapott először meghívott a felnőtt válogatott keretébe. A szeptember 7-i Skócia elleni mérkőzésen a kispadon kapott lehetőséget, majd megsérült az Izland elleni találkozóig. 2020. szeptember 5-én mutatkozott be Dánia ellen Dries Mertens cseréjeként a 2–0-ra megnyert Nemzetek Ligája találkozón. 2021. március 30-án a Fehéroroszország ellen 8–0-ra megnyert mérkőzésen szerezte meg első két válogatott gólját. Május 17-én bekerült a 2020-as labdarúgó-Európa-bajnokságra utazó 26 fős keretbe.

## Statisztika
2022. december 31-i állapot szerint.

### Klubcsapatokban
| Csapat                     | Szezon           | Bajnokság        | Bajnokság | Bajnokság | Kupa | Kupa  | Ligakupa | Ligakupa | Nemzetközi | Nemzetközi | Egyéb | Egyéb | Összesen | Összesen |
| Csapat                     | Szezon           | Osztály          | P.        | Gólok     | P.   | Gólok | P.       | Gólok    | P.         | Gólok      | P.    | Gólok | P.       | Gólok    |
| -------------------------- | ---------------- | ---------------- | --------- | --------- | ---- | ----- | -------- | -------- | ---------- | ---------- | ----- | ----- | -------- | -------- |
| Genk                       | 2011–12          | Pro League       | 1         | 0         | 0    | 0     | —        | —        | 0          | 0          | —     | —     | 1        | 0        |
| Genk                       | 2012–13          | Pro League       | 0         | 0         | 1    | 0     | —        | —        | 0          | 0          | —     | —     | 1        | 0        |
| Genk                       | 2013–14          | Pro League       | 0         | 0         | 0    | 0     | —        | —        | 0          | 0          | —     | —     | 0        | 0        |
| Genk                       | 2014–15          | Pro League       | 0         | 0         | 0    | 0     | —        | —        | —          | —          | —     | —     | 0        | 0        |
| Genk                       | 2015–16          | Pro League       | 0         | 0         | 0    | 0     | —        | —        | —          | —          | —     | —     | 0        | 0        |
| Genk                       | 2016–17          | Pro League       | 31        | 6         | 5    | 0     | —        | —        | 16         | 3          | —     | —     | 52       | 9        |
| Genk                       | 2017–18          | Pro League       | 17        | 7         | 2    | 1     | —        | —        | —          | —          | —     | —     | 19       | 8        |
| Genk                       | 2018–19          | Pro League       | 34        | 14        | 2    | 0     | —        | —        | 11         | 8          | —     | —     | 47       | 22       |
| Genk                       | Összesen         | Összesen         | 83        | 27        | 10   | 1     | —        | —        | 27         | 11         | 0     | 0     | 120      | 39       |
| Lommel United (kölcsönben) | 2012–13          | Másodosztály     | 12        | 7         | 0    | 0     | —        | —        | —          | —          | —     | —     | 12       | 7        |
| Westerlo (kölcsönben)      | 2013–14          | Másodosztály     | 17        | 3         | 4    | 2     | —        | —        | —          | —          | —     | —     | 21       | 5        |
| Lommel United (kölcsönben) | 2014–15          | Másodosztály     | 30        | 16        | 3    | 0     | —        | —        | —          | —          | 6     | 1     | 39       | 17       |
| OH Leuven (kölcsönben)     | 2015–16          | Pro League       | 30        | 8         | 1    | 0     | —        | —        | —          | —          | —     | —     | 31       | 8        |
| Brighton & Hove Albion     | 2019–20          | Premier League   | 31        | 5         | 0    | 0     | 0        | 0        | —          | —          | —     | —     | 31       | 5        |
| Brighton & Hove Albion     | 2020–21          | Premier League   | 35        | 5         | 3    | 0     | 1        | 0        | —          | —          | —     | —     | 39       | 5        |
| Brighton & Hove Albion     | 2021–22          | Premier League   | 34        | 8         | 1    | 0     | 0        | 0        | —          | —          | —     | —     | 35       | 8        |
| Brighton & Hove Albion     | 2022–23          | Premier League   | 16        | 7         | 0    | 0     | 1        | 0        | —          | —          | —     | —     | 17       | 7        |
| Brighton & Hove Albion     | Összesen         | Összesen         | 116       | 25        | 4    | 0     | 2        | 0        | 0          | 0          | 0     | 0     | 122      | 25       |
| Arsenal                    | 2022–23          | Premier League   | 0         | 0         | 0    | 0     | 0        | 0        | 0          | 0          | 0     | 0     | 0        | 0        |
| Karrier összesen           | Karrier összesen | Karrier összesen | 288       | 86        | 22   | 3     | 2        | 0        | 27         | 11         | 6     | 1     | 345      | 101      |

1. 1 2  Pályára lépések az Európa-ligában
2. ↑  Pályára lépések a másodosztályú rájátszásban

### A válogatottban
2023. augusztuds 26-i állapot szerint.
| 2020     | 3  | 0 |
| 2021     | 11 | 2 |
| 2022     | 10 | 3 |
| 2023     | 2  | 0 |
| Összesen | 26 | 5 |

#### Góljai a válogatottban
| # | Dátun             | Helyszín                                         | Ellenfél         | Gól | Végeredmény | Verseny                                    |
| - | ----------------- | ------------------------------------------------ | ---------------- | --- | ----------- | ------------------------------------------ |
| 1 | 2021. március 30. | Den Dreef, Leuven, Belgium                       | Fehéroroszország | 3–0 | 8–0         | 2022-es labdarúgó-világbajnokság-selejtező |
| 2 | 2021. március 30. | Den Dreef, Leuven, Belgium                       | Fehéroroszország | 7–0 | 8–0         | 2022-es labdarúgó-világbajnokság-selejtező |
| 3 | 2022. március 29. | Constant Vanden Stock Stadion, Brüsszel, Belgium | Burkina Faso     | 2–0 | 3–0         | Barátságos                                 |
| 4 | 2022. június 8.   | Baldvin király Stadion, Brüsszel, Belgium        | Lengyelország    | 3–1 | 6–1         | 2022–2023-as UEFA Nemzetek Ligája          |
| 5 | 2022. június 8.   | Baldvin király Stadion, Brüsszel, Belgium        | Lengyelország    | 4–1 | 6–1         | 2022–2023-as UEFA Nemzetek Ligája          |

## Sikerei, díjai

### Klub
- KRC Genk
  - Belga bajnok: 2018–19
  - Belga kupa: 2012–13

- KVC Westerlo
  - Belga másodosztály bajnok: 2013–14

- Arsenal FC
  - Angol szuperkupa: 2023